# Salah Abd al-Sabur
Salah Abd al-Sabur, född 1931 och död 1981, var en egyptisk poet och dramatiker.
Abd al-Sabur var bland annat utgivare av tidskriften al-Katib. Han var även verksam inom kulturdepartementet och chef för det egyptiska bokinstitutet. Hans poetiska verk avhandlar i första hand människornas situation i dagens arabvärld, ofta i en realistisk framställning. Hans samlade dikter utgavs 1972. Bland hans verk märks främst det tragiska skådespelet Masat al-Hallaj.